# (37446) 4067 P-L
4067 P-L (asteroide 37446) é um asteroide da cintura principal. Possui uma excentricidade de 0.17087250 e uma inclinação de 1.62696º.
Este asteroide foi descoberto no dia 24 de setembro de 1960 por Cornelis Johannes van Houten e Ingrid van Houten-Groeneveld e Tom Gehrels em Palomar.